# Dorn-Dürkheim
Dorn-Dürkheim ist eine Ortsgemeinde im Landkreis Mainz-Bingen in Rheinland-Pfalz. Sie gehört der Verbandsgemeinde Rhein-Selz an, die ihren Verwaltungssitz in der Stadt Oppenheim hat.

## Geographische Lage
Dorn-Dürkheim liegt zwischen Mainz und Worms, im Herzen Rheinhessens.

## Geschichte
Die älteste erhaltene Erwähnung des Ortes stammt von 767 und stand in einer Urkunde des Klosters Lorsch. Der Ort gehörte vom 10. bis zum 12. Jahrhundert zum Hochstift Worms und fiel danach unter die Lehenshoheit der Herren von Bolanden. Das Kloster Otterberg war im Ort begütert.
Ab 1457, bis zum Ende des 18. Jahrhunderts, war der Ort dem kurpfälzischen Oberamt Alzey unterstellt. Während der sogenannten Franzosenzeit war der Ort Sitz einer Mairie im Kanton Bechtheim, der Teil des Departements Donnersberg war. Aufgrund der 1815 auf dem Wiener Kongress getroffenen Vereinbarungen und einem 1816 zwischen Hessen, Österreich und Preußen geschlossenen Staatsvertrag kam die Region und damit auch die Gemeinde Dorn-Dürkheim zum Großherzogtum Hessen und wurde von diesem der Provinz Rheinhessen zugeordnet. Nach der Auflösung der rheinhessischen Kantone kam der Ort 1835 zum neu errichteten Kreis Worms, zu dem er bis 1969 gehörte.
1897 erhielt Dorn-Dürkheim einen Eisenbahnanschluss an der Bahnstrecke Osthofen–Gau Odernheim, der Bahnhof war im 1 km entfernten Nachbarort Hillesheim (Ortsteil Bahnhof). Der Personenverkehr wurde am 29. September 1974 eingestellt, der Güterverkehr wurde schrittweise eingestellt, zuletzt am 31. Dezember 1992 auf dem Teilstück von Hillesheim/Dorn-Dürkheim nach Gau-Odernheim.
Nach dem Zweiten Weltkrieg kam Dorn-Dürkheim zum damals neu gebildeten Land Rheinland-Pfalz, zunächst im Landkreis Worms, seit 1974 im Landkreis Mainz-Bingen.
Von 1972 bis 2014 gehörte Dorn-Dürkheim der Verbandsgemeinde Guntersblum und seit dem 1. Juli 2014 der Verbandsgemeinde Rhein-Selz an.

### Konfessionsstatistik
Gemäß dem Zensus 2011 waren 52 % der Einwohner evangelisch, 22 % katholisch und 26 % gehörten entweder einer anderen Glaubensgemeinschaft an oder waren konfessionslos. Die Zahl der Katholiken und vor allem die der Protestanten ist seitdem gesunken. Ende August 2022 hatten 40,0 % der Einwohner die evangelische Konfession und 18,6 % die katholische. 41,4 % gehörten entweder einer anderen Glaubensgemeinschaft an oder waren konfessionslos.

### Christentum
Die evangelische Kirche in Dorn-Dürkheim ist eine von drei Kirchen der Kirchengemeinde Dorn-Dürkheim – Hillesheim – Wintersheim, die zum Dekanat Worms-Wonnegau in der Propstei Rheinhessen der Evangelischen Kirche in Hessen und Nassau gehört. Die katholische Kirche St. Josef ist eine Filialkirche der Pfarrei St. Jakobus mit Sitz in Dittelsheim-Heßloch, die zur „Pfarrgruppe am Jakobsweg“ im Dekanat Worms des Bistums Mainz gehört.

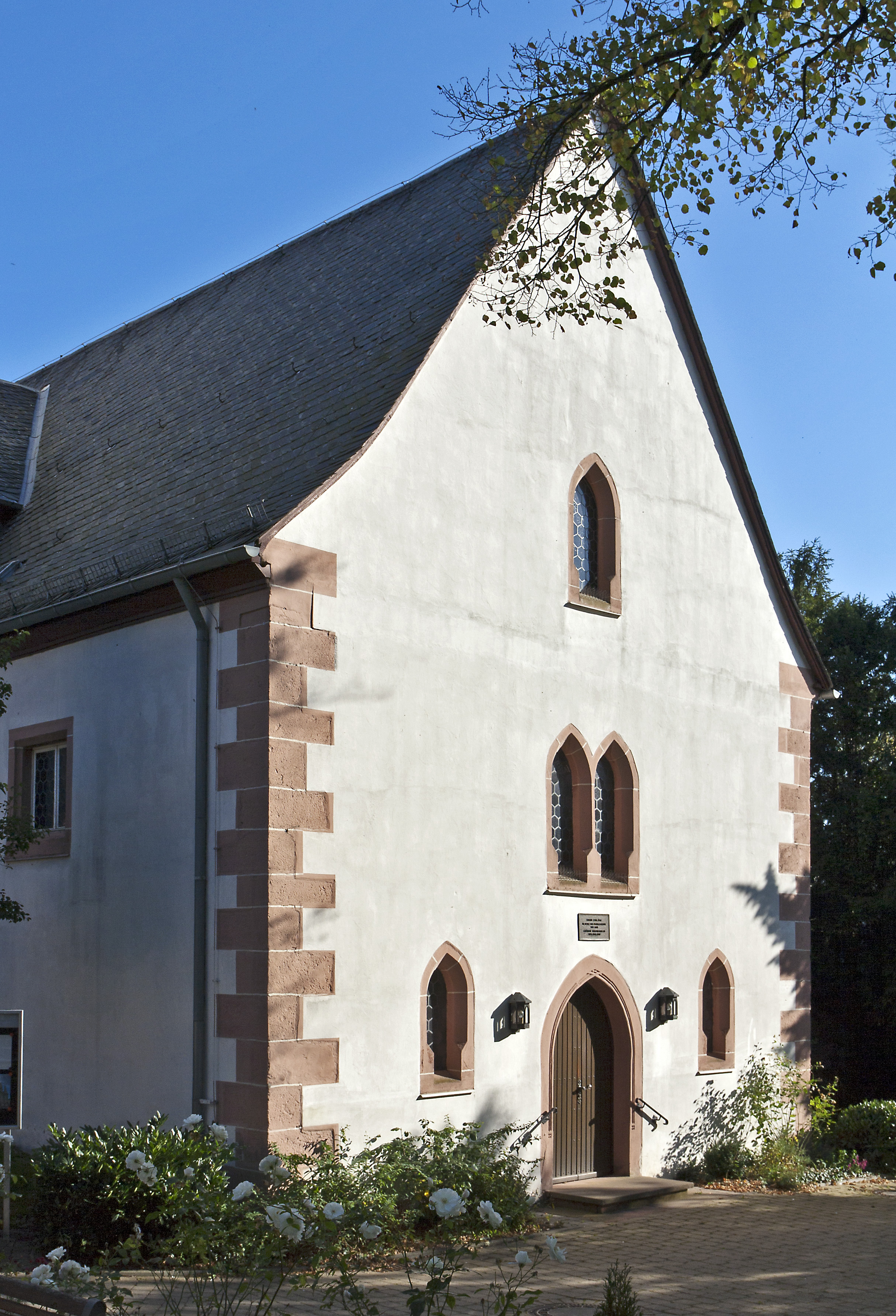
Evangelische Kirche
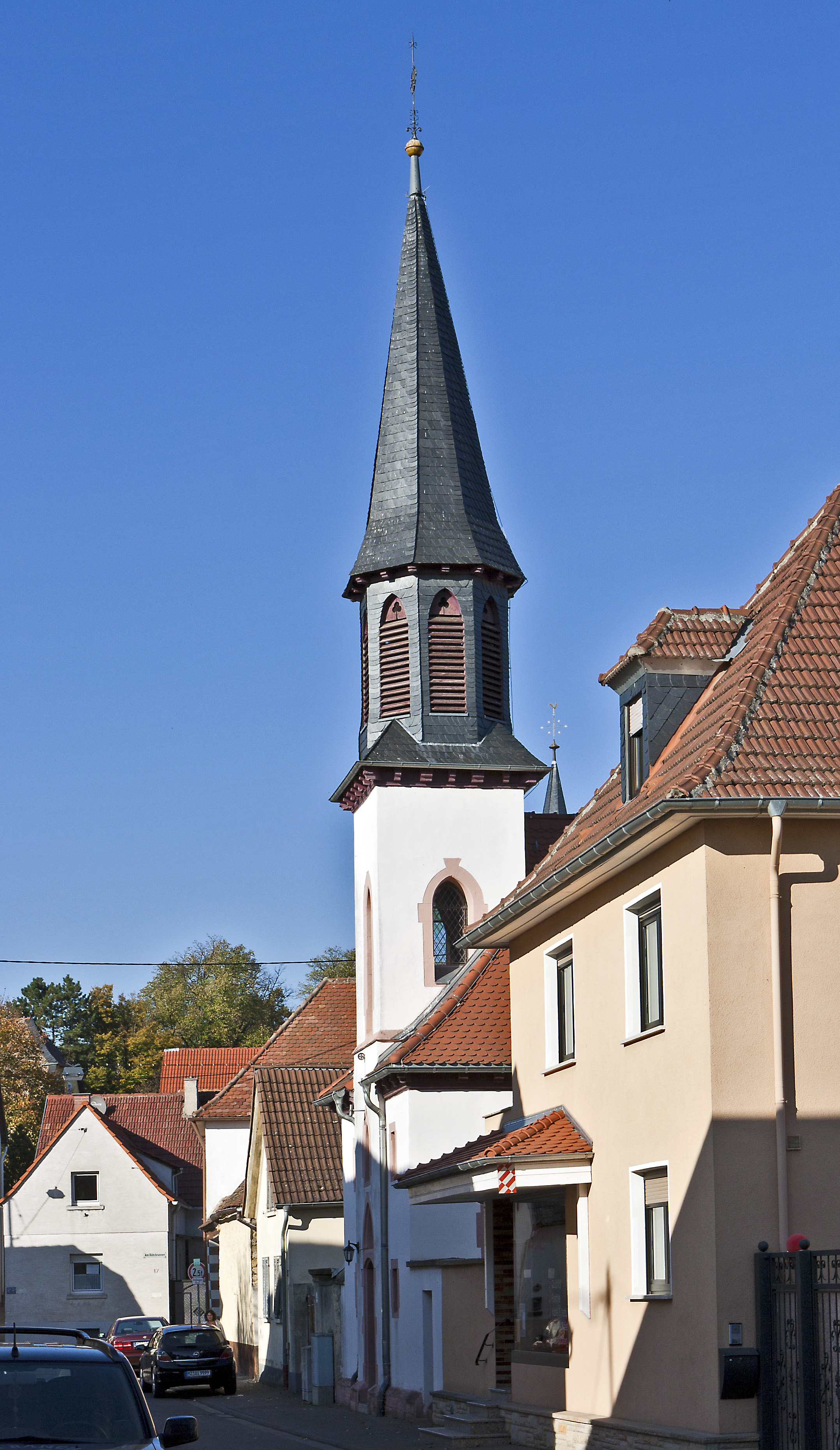
Katholische Kirche St. Joseph

## Politik

### Gemeinderat

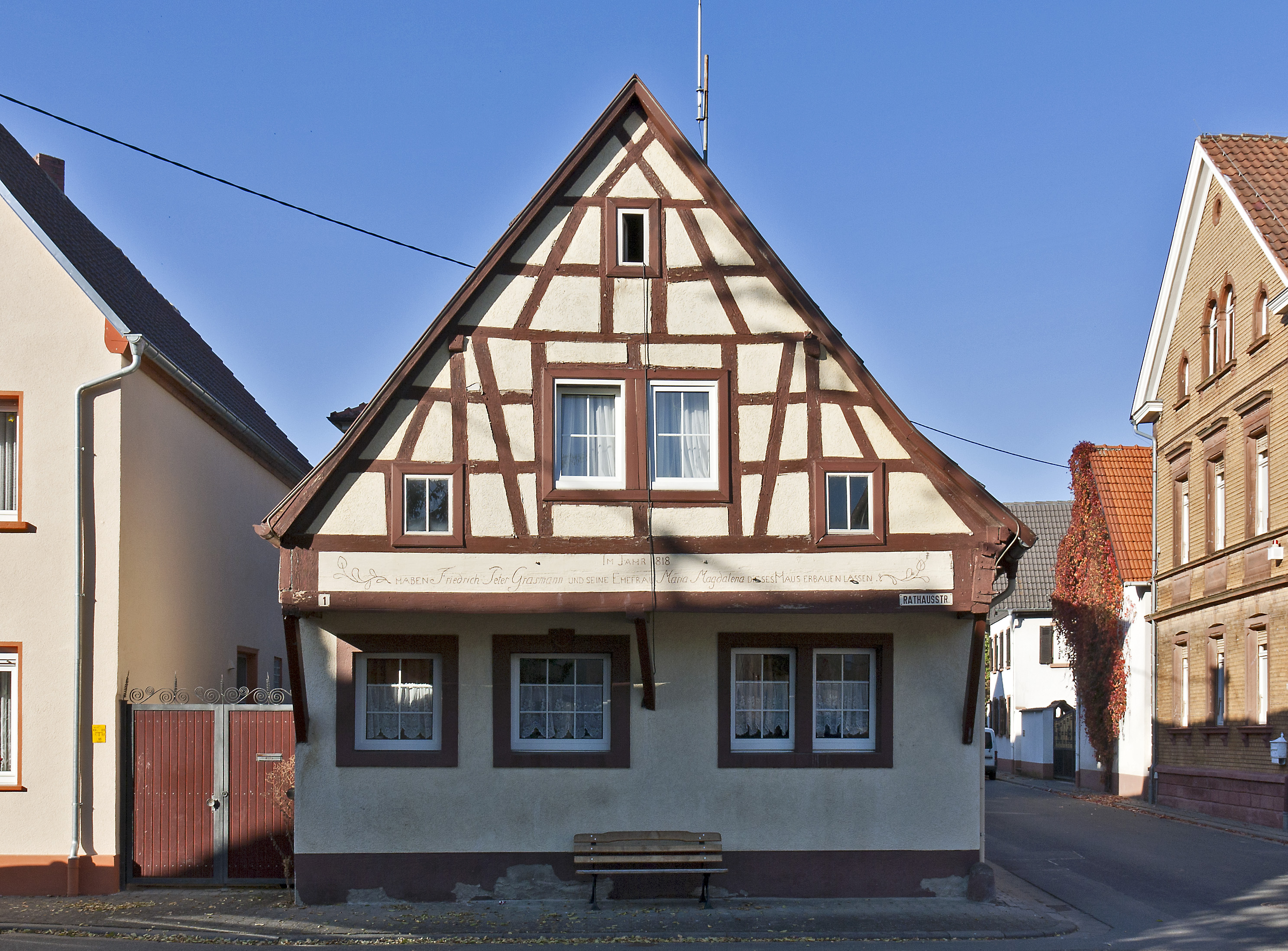
Das ehemalige Rathaus, erbaut 1818

Der Gemeinderat in Dorn-Dürkheim besteht aus zwölf Ratsmitgliedern, die bei der Kommunalwahl am 9. Juni 2024 in einer Mehrheitswahl gewählt wurden, und dem ehrenamtlichen Ortsbürgermeister als Vorsitzendem.
Die Sitzverteilung im Gemeinderat:
| Wahl | CDU               | WGR               | Gesamt   |
| ---- | ----------------- | ----------------- | -------- |
| 2024 | per Mehrheitswahl | per Mehrheitswahl | 12 Sitze |
| 2019 | per Mehrheitswahl | per Mehrheitswahl | 12 Sitze |
| 2014 | 7                 | 5                 | 12 Sitze |
| 2009 | 7                 | 5                 | 12 Sitze |
| 2004 | 7                 | 5                 | 12 Sitze |

### Bürgermeister
Klaus-Peter Haas wurde am 3. Juli 2024 Ortsbürgermeister von Dorn-Dürkheim. Bei der Direktwahl am 9. Juni 2024 war er als einziger Bewerber mit einem Stimmenanteil von 75,9 % für fünf Jahre gewählt worden.
Der Vorgänger von Klaus-Peter Haas, Claus-Dieter Biegler (CDU) hatte das Amt seit 2004 ausgeübt und war zur Wahl 2024 nicht erneut angetreten.

### Wappen
| Wappen von Dorn-Dürkheim | Blasonierung: „Von Schwarz und Blau geteilt, oben ein wachsender, rotbewehrter, -bezungter und -bekrönter goldener Löwe. Unten ein wachsender, in einer stilisierten Rose auslaufender Krummstab.“ |
| Wappen von Dorn-Dürkheim | Das Wappen wurde der Ortsgemeinde 1957 durch das Ministerium des Innern in Mainz verliehen. |

## Wirtschaft und Infrastruktur

### Verkehr
- Die nächste Autobahnanschlussstelle ist Biebelnheim an der Bundesautobahn 63, etwa 10 Kilometer entfernt.
- Der nächste Bahnhof befindet sich in Alsheim, knapp 6 km entfernt. Er liegt an der Bahnstrecke Mainz–Mannheim.

### Kindertagesstätte
- Die Kindertagesstätte Löwenzahn ist eine zweigruppige Einrichtung, die gruppenübergreifend arbeitet. Ab März 2010 wird die Einrichtung um eine weitere Gruppe mit einer kleinen Altersmischung erweitert. Das Einzugsgebiet umfasst die Gemeinden Dorn-Dürkheim und Wintersheim.

## In Dorn-Dürkheim geboren
- Martha Schuster (* 1948), Organistin, Cembalistin, Kirchenmusikerin und Hochschullehrerin
- Sina Listmann, 60. Rheinhessische Weinkönigin 2009/2010[11][12]

## Sonstiges
1972 wurde bei bodenkundlichen Untersuchungen in Dorn-Dürkheim eine der artenreichsten Säugetier-Fundstellen Europas aus dem Miozän entdeckt. In einer Flussschlinge des Urrheins barg man Knochen- und Gebissfragmente von mehr als 70 Säugetierarten, unter anderem Säbelzahnkatzen, Hyänen, Tapire, Muntjakhirsche, Zwerghirsche, Wald-Antilopen, Urpferde und Rüsseltiere aus der Zeit vor etwa 8,5 Millionen Jahren.